# Zespół mieszkaniowy przy ul. Przybyszewskiego w Poznaniu
Zespół mieszkaniowy przy ul. Przybyszewskiego w Poznaniu – zabytkowe osiedle domów urzędniczych, zlokalizowane w Poznaniu w kwadracie ulic: Przybyszewskiego - Marcelińska - Niecała - Biała (adres - ul. Przybyszewskiego 43) na Grunwaldzie na terenie jednostki pomocniczej Osiedle Św. Łazarz.

## Charakterystyka

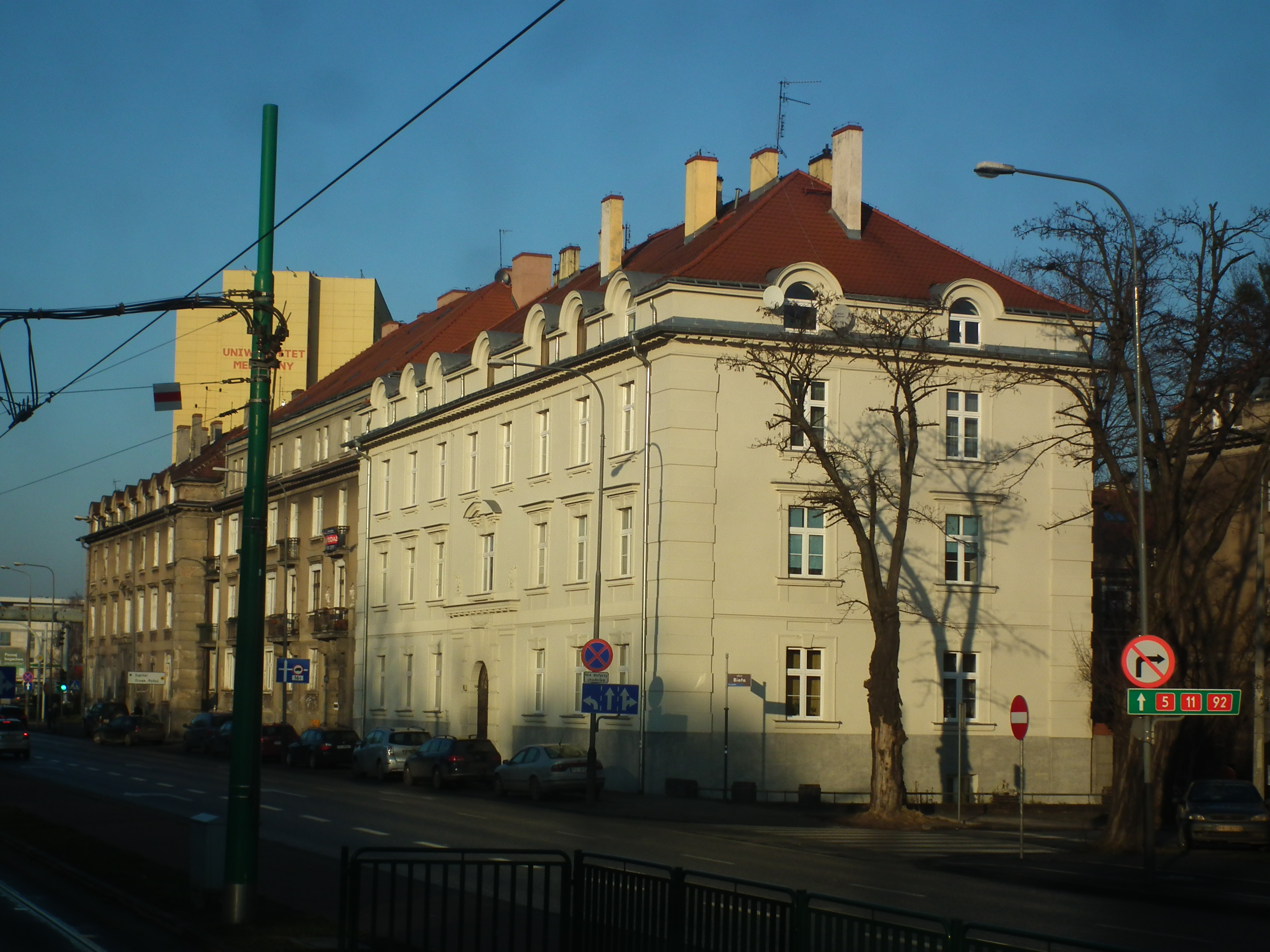
Widok od ul. Przybyszewskiego

Zespół wzniesiono w 1928 lub 1929, według projektu Mariana Pospieszalskiego, w tradycyjnych formach, czerpiących ze stylistyki barokowej. Zleceniodawcą była Spółdzielnia Urzędników Państwowych. W centrum zaaranżowano obszerny, zielony teren rekreacyjny. Bryła niespokojna, akcentowana ryzalitami i okazałymi portalami. Liczne są boniowania, a obramienia okienne silnie wyodrębniono z elewacji.
Według Hanny Grzeszczuk-Brendel osiedle miało, dzięki swym formom, przeciwstawiać się niemieckim osiągnięciom osiedlowym sprzed I wojny światowej, jak np. tzw. Osadzie lub Kolonii Karlsbunne. Mieszkania były stosunkowo duże i wygodne, posiadały pełne węzły sanitarne, mimo że poddasza miały również charakter mieszkalny.